# John Joseph Williams

John Joseph Williams, né le 27 août 1822 à Boston, où il est mort le 30 août 1907, est un évêque catholique américain qui fut le quatrième évêque de Boston et le premier archevêque de Boston, jusqu'à sa mort.

## Formation
John Joseph Williams naît à Boston de Michael et Ann (née Egan) Williams, immigrés irlandais. Son père est un forgeron originaire du comté de Tipperary, qui a émigré aux États-Unis en 1818. John Joseph Williams va à l'école paroissiale de la cathédrale de Boston. Après la mort de son père en 1830, sa mère se remarie et la famille déménage dans le quartier de North End. Ayant déjà la vocation, le jeune Williams est envoyé au Collège de Montréal en 1833 dont il est diplômé en 1841, puis poursuit ses études théologiques à Paris au séminaire Saint-Sulpice.

## Prêtre
John Joseph Williams est ordonné prêtre à Paris le 17 mai 1845, par Mgr Affre, archevêque de Paris qui sera tué pendant la Révolution de 1848. Il retourne à Boston en octobre 1845, pour être affecté à la cathédrale de la Sainte-Croix où il sert pendant dix ans, enseignant aussi le catéchisme. Il est ensuite recteur de la cathédrale de 1855 à 1857, avant de devenir curé de Saint-Jacques de Boston, où il établit en 1842 la première conférence de saint Vincent de Paul de Nouvelle-Angleterre. Saint-Jacques rembourse toutes ses dettes et devient la paroisse la plus importante de Boston. En 1857, John Joseph Williams est nommé en plus vicaire général du diocèse.

## Évêque

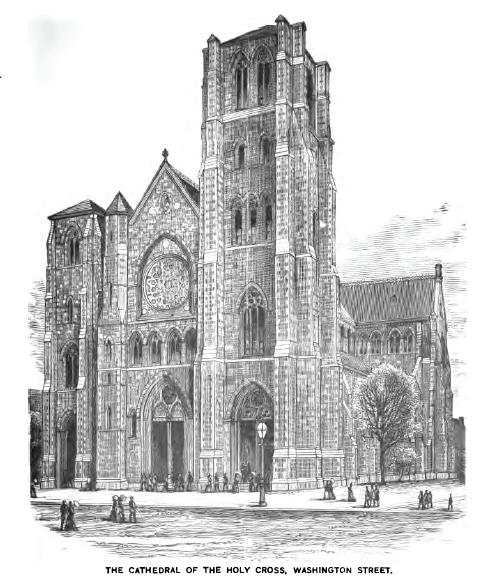
La nouvelle cathédrale de Boston (illustration de 1881).

Le 9 janvier 1866, John Joseph Williams est nommé évêque coadjuteur de Boston  et évêque titulaire de Tripoli-en-Phénicie par Pie IX. Il devient évêque du diocèse à la mort de Mgr Fitzpatrick le 13 février 1866 ; il est consacré le 11 mars suivant par John McCloskey,. Le diocèse de Springfield est érigé à partir de celui de Boston en 1870.
Lorsque le diocèse de Boston est élevé au rang d'archidiocèse, le 12 février 1875, John Joseph Williams en devient le premier archevêque. Une cathédrale plus grande est bâtie à partir de 1866. Elle reçoit sa dédicace en décembre 1875.
William O'Connell succède à John Joseph Williams le 30 août 1907.